# 未来をつくった人々
『未来をつくった人々』（みらいをつくったひとびと、Dealers of Lightning）は、マイケル・ヒルツィックの著作の和訳書。パロアルト研究所と、そこに関係する科学者について書かれた物語。研究所を創設する段階から記されている。

## 英語版
原著は英語で記されている。英語版には、ハードカバー版とペーパーバック版がある。

## 著者
著者のマイケル・ヒルツィックは、ロサンゼルス・タイムズ紙の通信員。アメリカ合衆国カリフォルニア州の南部に在住。

## 補足
- Chapter13 の「ネットワーク」とは、原著によると、イーサネットのこと。
- Chapter22 の「ビガリズム」は、原著で Biggerism と表記されている。